# コントロールフリーク
コントロールフリーク（英: Control freak）とは、心理学に関連したスラングであり、自分の周囲のあらゆる物事がいかに処理されるかを命令しようと試みる人物を示す用語である。いわゆる「仕切り屋」のこと。このフレーズは1960年代後半にはじめて用いられた。

## 傷つきやすい人物
コントロール（統制）は、レベル3防衛機制の一つである。コントロールフリークは完璧主義者が陥りやすく、それは自身が抱える内面的な精神の脆弱性から身を守るためであり、他人の個人的生活など「全て」をコントロールしなければ、児童期の不安や自身の持つ男性・女性のイメージを破壊されるなど誤った信念を持っているからである。こういった人々は、他人へ自身の認識を強制し、操作し圧力をかけ、また裏切られた男性・女性のイメージなど内面の虚しさから逃れるために他人の力を利用する。
このようなコントロールフリークのパターンが破綻すると、コントローラーは無力な恐れの中に取り残されるのだが、それらの痛みと恐れは、そもそも自分が持ち合わせていたものである。
コントロールフリークと共依存には、「自分が依存している対象について、コントロールを失う事の恐怖」という点において共通点が見られる。このような状況から回復するには、コントロールフリークはその対象と共依存関係となっている逆説的状況を認識する必要がある（イネーブリング状態）。